# Xã Johnson, Quận Maries, Missouri
Xã Johnson (tiếng Anh: Johnson Township) là một xã thuộc quận Maries, tiểu bang Missouri, Hoa Kỳ. Năm 2010, dân số của xã này là 1.348 người.